# 山形大学医学部・大学院医学系研究科

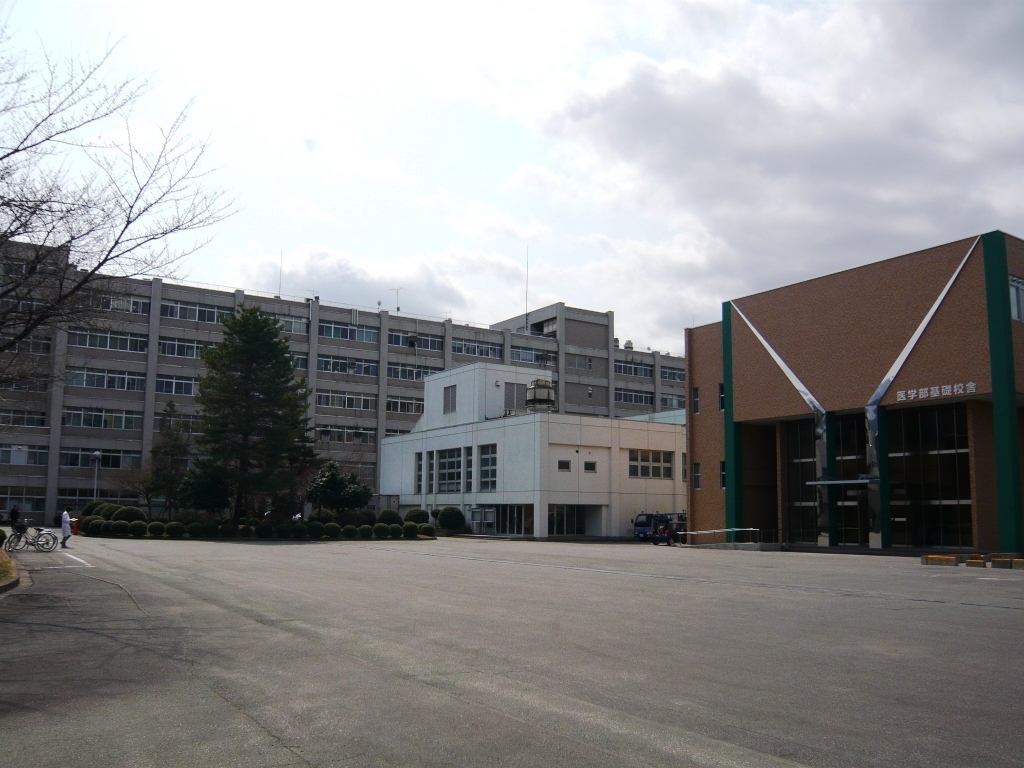
山形大学医学部（飯田キャンパス）

山形大学医学部（やまがただいがくいがくぶ）は、国立大学法人山形大学に設置されている学部の一つであり、大学院として医学系研究科が置かれている。両者は一体となって運営されており、本記事ではあわせて記述する。

## 沿革

### 医学部の設置
戦後の高度経済成長の時代を経て、県民生活においても量的、質的拡大は図られたものの、その一方、山形県における医療問題、医師不足は深刻な状況となった。そこで、1968年、当時の一県一医大構想を背景として、山形県に山形大学医学部設立準備委員会が設置された。翌1969年には、県・県議会、市町村・同議会など行政体を中心とする「山形大学医学部設置促進期成同盟会」を結成し、文部省、厚生省に対し活発な陳情運動を行った。また、県下で強大な権力を持っていた有力者服部敬雄山形新聞社社長が旧知の仲であった田中角栄自民党幹事長に直接懇請もするなど、多方面から設置に尽力を重ね、1971年6月、評議会において山形大学医学部の設置推進が決定。翌年の山形大学医学部創設準備室設置を経て、1973年に国立学校設置法の一部を改正する法律の公布、施行により、山形大学医学部が設置された。同年11月5日に、第1回の医学部入学式が行われている。学部の規模は、基礎講座14、臨床講座16の合計30講座で、教授、助教授は各30人とされた。学生定員ははじめ80人の計画であったが100人に変更されている。
当初医学部の建設地は山形市桜田地区としていたが、蔵王飯田地区に変更し建設された。桜田の建設予定地には山形厚生年金休暇センター（現：ヒルズサンピア山形）のほか住宅地が整備されている。

### 附属病院の設置

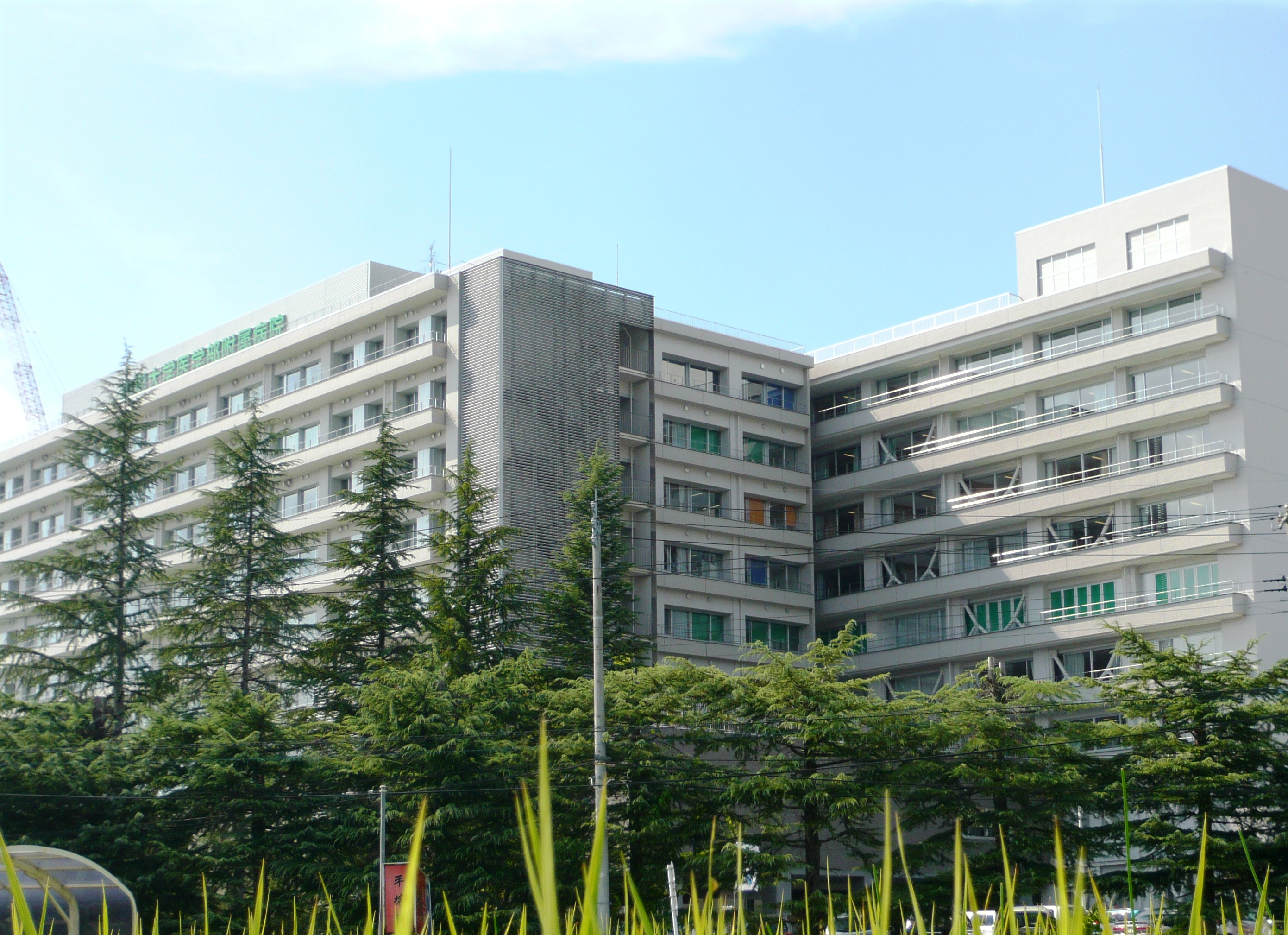
山形大学医学部附属病院

1976年に、山形大学医学部附属病院が設置。同年10月25日より、医学部附属病院の診療が開始され、同年11月8日に、入院患者の受け入れも開始された。

### 大学院、看護学科の設置
1979年には、医学部学生入学定員の増加が行われ、20名増の計120名となった。また、山形大学大学院医学研究科（博士課程）も設置された。1983年には、附属実験実習機器センターが設置された。1987年には、坪井昭三の研究が認められ、純増で分子病態学講座が設置された。1988年に、当時の国策により、医学部定員が100名となった。
1993年には、医学部看護学科が設置された。1997年に、大学院の名称が山形大学大学院医学系研究科に変更されるとともに、山形大学大学院医学系研究科に看護学専攻（修士課程）が設置された。2004年には、工学系、人文社会系を包摂し、現代の幅広い医療に対応する大学院独立専攻が新たに設置され、2007年には看護学専攻に後期課程が設けられた。2008年に、医学部の入学定員が110名となった。

## 組織

### 医学部

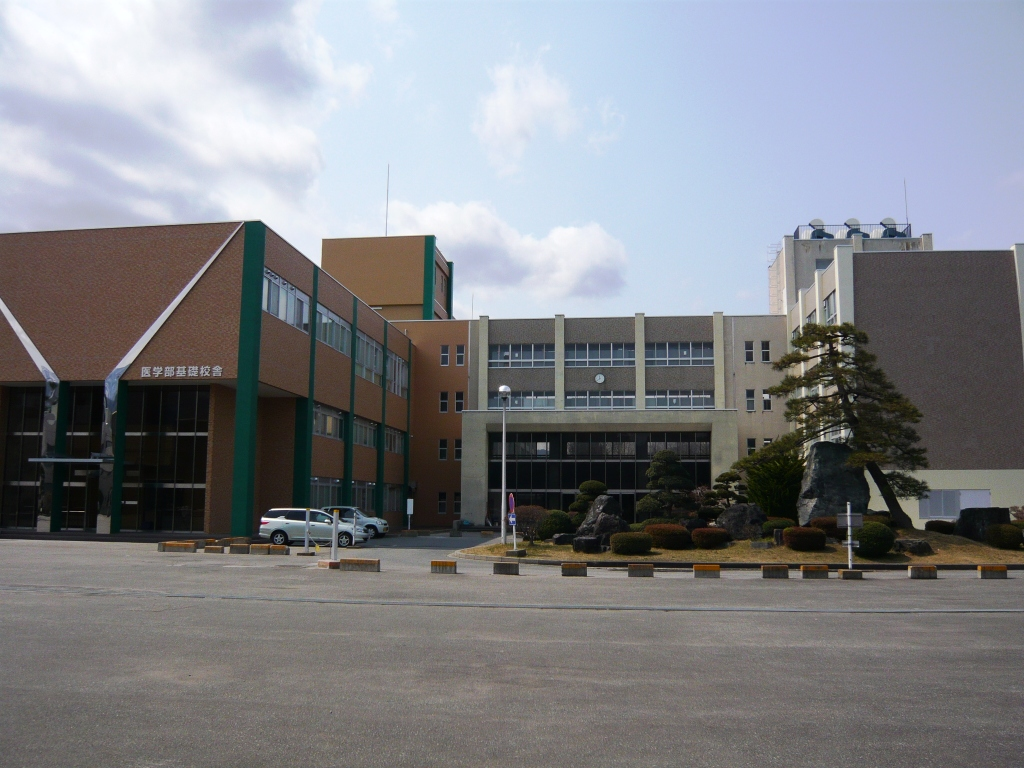
基礎棟正面

- 医学科
  - 情報構造統御学講座
  - 代謝再生統御学講座
  - 器官病態統御学講座
  - 器官機能統御学講座
  - 発達生体防御学講座
  - 環境病態統御学講座
- 看護学科
  - 基礎看護学講座
  - 臨床看護学講座
  - 地域看護学講座

### 大学院医学系研究科
- 医学専攻
- 生命環境医科学専攻
  - 公衆衛生学講座
  - 医療政策学講座
  - 医療財政学講座
  - 医療情報学講座
  - 神経機能再生学講座
  - 高次脳機能障害学講座
  - ロボテック医工再建学講座
  - リハビリテーション医療学講座
  - 生命情報内科学講座
  - 生体分子機能学講座
  - 生命情報工学講座
  - 動物実験医科学講座
  - 遺伝子実験医科学講座
  - 遺伝情報解析学講座
- 看護学専攻

### メディカルサイエンス推進研究所

#### 研究推進部門
グローバルCOEの研究で培われた基盤を活かし、ゲノムコホート研究を継続、推進し、さらには臨床医学、予防医学に応用可能な医学研究推進を目的として、2013年4月に設置。次の研究推進部門が設けられている。
- ゲノムコホート研究部
- 教育推進部
- 応用研究推進部
- 中央研究支援部
- データ管理部

ゲノムコホート研究は、2015年11月に研究協力者数が目標であった2万人を突破し、追跡調査や二次調査を行う計画となっている。
また、基礎系と臨床系の研究者が一堂に参加する「医学部研究推進カンファレンス」を定期開催し、基礎研究からのシーズとその臨床応用のためのトランスレーショナル・リサーチを推進している。

#### 附属研究施設
さらに、医学部の教職員の教育研究にかかわる技術支援を目的に、研究推進部門と一体となった運営を行う附属研究施設として、次の8センターを有している。これらのセンターは、それまで医学部内に設置されていた4つの附属教育研究支援施設をスクラップ&ビルドするとともに、新たな研究支援機能が付与された組織である。
- 遺伝子実験センター
- 動物実験センター
- RIセンター
- 情報基盤センター
- 生化学解析センター
- 病理解析センター
- 検体管理センター
- 画像解析センター

### がん研究センター
2015年3月、がん治療薬の創薬開発などトランスレーショナル・リサーチと分子疫学研究を推進するために設置された。国立大学初となる研究施設が病院と直結するかたちで建設されている。

### 総合医学教育センター
2004年に設置。全国の地方自治体と関係機関と連携して、医師の生涯教育支援と医師や看護師のリフレッシュ（再教育）支援を行っている。具体的には、専門医として長年勤務した医師や基礎医学・社会医学を専門としてきた医師に対して、総合診療を研修する場を提供し、地域医療を担うgeneral physicianとして活躍するための支援を行っている。また、あわせて、出産や子育て、介護を終えた女性医師や看護師の復職支援も行っている。

## 研究・教育
研究面では、文部科学省の科学研究費補助金の採択率は20%を超えており、厚生労働省の厚生科学研究費も東北・北海道で唯一の癌研究の研究課題も採択されている。
そして、2003年に、文部科学省の21世紀COEプログラムとして「地域特性を生かした分子疫学研究」（研究代表者・河田純男）が採択された。2008年には、21世紀プログラムに引き続いて「分子疫学の国際教育研究ネットワークの構築」（研究代表者・嘉山孝正）がグローバルCOEプログラムに採択された。
教育面では、2003年10月に嘉山孝正が医学部長に就任して以降、学力重視、地元枠否定の入試を行うとともに、授業改革が実施され、2007年には医師国家試験合格率が国立大学で全国一位となった。また、学生のときから指導者とともに治療や診断チームに加わるクリニカル・クラークシップを行っており、 2008年にはスチューデント・ドクター制を導入している。
さらに、2007年度から、ベテランの専門医が自分の専門外の「よくある病気」をもう一度履修し、一般医として地域医療に貢献する「メディカル・スタッフ・リフレッシュ推進事業」を全国に先駆けて始めるなど、地域の医療機関との協働による医師の生涯教育、キャリア形成のサポートにも取り組んでいる。

### がん診療研究教育に関する取り組み
山形大学医学部は、2004年以降、がんに関する診療・教育・研究を充実させるさまざまな取り組みを行っている。まずは、大幅な機構改革により、2004年にがんの基礎研究講座（腫瘍分子医科学講座）を設け、2006年には放射線腫瘍学講座を設置、2007年には抗がん剤治療を専門的に扱う臨床腫瘍学講座を立ち上げ、全国大学医学部初の腫瘍基幹3講座設置となった。さらに、大学病院としては初となる「がんセンター」を2005年に設置し、2007年には関連診療科が全集合してがん治療方針の検討会議を行うキャンサートリートメントボードを開始している。
2007年から文部科学省のがんプロフェッショナル養成プランが採択され、2008年からは全国で唯一、文部科学省のがんEBM人材育成普及推進事業が採択。科学的根拠に基づくがん医療の普及に貢献できるがん専門医を育成するとともに、東北全域を対象にインターネット講義を行い、東北全体のがん医療のレベルアップを目指している。
2012年4月には、かねてより導入を目指していた重粒子線がん治療施設の設置準備室を開設。国立がん研究センター初代理事長を退任し、山大に復帰し準備室長に就任した嘉山孝正は、「世界一の治療技術を備え、国際的なメディカルセンターにする狙いだ。がんに苦しむ患者を国内外から集める他、教育の質を高め、優秀な医師を輩出する大学の使命を果たす。施設導入は患者のためであり、大学の存在意義にもつながる。高度な技術を持つ産業界も巻き込み、地域活性化の線上で構想を進めたい」としている。また学長の結城章夫（当時）は「最短で2、3年後には設置できる」との見通しを明らかにしている。
重粒子線がん治療施設は2016年1月着工し、2020年3月から治療開始を予定していた。だが、設置中の装置の不具合等により、開始が遅れ、12月14日に開所式を行い、2021年2月から患者の治療を始める。稼働開始までの総事業費は約150億円。内訳は国の予算が66億円、行政（自治体）の支援が30億5000万円、個人・一般からの支援が約8億円、財政投融資の借入が約50億円弱である。

### 看護学科の取り組み
看護学科では、附属病院との人事交流を進めており、学科の教員が臨床現場に出る一方で、病院の看護師が学部教育に当たるといった形で、臨床知に根ざした実践的な看護教育に取り組んでいる。さらに、学内試験に合格した学生を「スチューデント・ナース」に認定することで、モチベーションを高めた病院実習を行っている。2011年度の保健師、看護師の国家試験では、全員がダブル合格している（全国で大阪大学医学部保健学科と合わせて2校のみ）。

## 歴代学部長
1. 中村隆（1973年9月29日 - 1979年4月1日）
2. 望月政司（1979年4月2日 - 1981年4月1日）
3. 一柳邦男（1981年4月2日 - 1985年4月1日）
4. 坪井昭三（1985年4月2日 - 1990年10月31日）
5. 小池吉郎（1990年11月1日 - 1994年3月31日）
6. 土居勝彦（1994年4月1日 - 1998年3月31日）
7. 山口昂一（1998年4月1日 - 2000年3月31日）
8. 仙道富士郎（2000年4月1日 - 2001年8月31日）
9. 外崎昭（2001年9月1日 - 2001年9月30日）
10. 遠藤政夫（2001年10月1日 - 2003年9月30日）
11. 嘉山孝正（2003年10月1日 - 2010年3月31日）
12. 山下英俊（2010年4月1日 - 現職）